# Sergio Pandiani
Sergio Pandiani (Maciá, 10 marzo 1997) è un multiplista argentino.

## Palmarès
| Anno | Manifestazione              | Sede       | Evento    | Risultato | Prestazione | Note  |
| ---- | --------------------------- | ---------- | --------- | --------- | ----------- | ----- |
| 2014 | Camp. sudamericani allievi  | Cali       | Decathlon | Argento   | 6399 p.     |       |
| 2015 | Camp. sudamericani juniores | Cuenca     | Decathlon | 6º        | 5485 p.     |       |
| 2016 | Camp. sudamericani under 23 | Lima       | Decathlon | Bronzo    | 6968 p.     |       |
| 2016 | Camp. sudamericani under 23 | Lima       | 4×400 m   | Bronzo    | 3'17"91     |       |
| 2017 | Camp. sudamericani          | Asunción   | Decathlon | 5º        | 6964 p.     |       |
| 2018 | Giochi sudamericani         | Cochabamba | Decathlon | 5º        | 7260 p.     |       |
| 2018 | Camp. ibero-americani       | Trujillo   | Decathlon | Argento   | 7293 p.     |       |
| 2018 | Camp. sudamericani under 23 | Cuenca     | Decathlon | Oro       | 7119 p.     |       |
| 2019 | Camp. sudamericani          | Lima       | Decathlon | Bronzo    | 7226 p.     |       |
| 2019 | Universiadi                 | Napoli     | Decathlon | 6º        | 7204 p.     | [ 1 ] |

## Competizioni nazionali
- 2014:  Oro ai Campionati nazionali under 20 (Mar del Plata) - 5864 p.
- 2015:  Oro ai Campionati nazionali under 20 (Rosario) - 6092 p.
- 2016:  Oro ai Campionati nazionali under 20 (Mar del Plata) - 6563 p.
- 2017:  Oro ai Campionati nazionali (Resistencia) - 6790 p.
- 2017:  Oro ai Campionati nazionali under 233 (Santa Fé) - 6750 p.
- 2018:  Oro ai Campionati nazionali (Rosario) - 7390 p.
- 2018:  Oro ai Campionati nazionali under 20/23 (Mar del Plata) - 6739 p.
- 2019:  Oro ai Campionati nazionali (Concepción del Uruguay) - 7170	p.
- 2019:  Oro ai Campionati nazionali under 23 (Rosario) - 6487 p.